# Liborio Mejía
Liborio Mejía, né le 28 juillet 1792 à Rionegro et mort le 3 septembre 1816 (à 24 ans) à Bogota, est un homme d'État et ancien président des Provinces-Unies de Nouvelle-Grenade.